# Balão Editorial
Balão Editorial é uma editora brasileira fundada no Brasil em 2010. Seu principal foco é a publicação de histórias em quadrinhos, embora também lance livros de literatura e Ciências Humanas.

## História
A Balão Editorial foi fundada no Brasil em janeiro de 2010 por Flávia Yacubian, Guilherme Kroll e Natalia Tudrey. Seu primeiro lançamento foi Hector & Afonso – Os Passarinhos, de Estevão Ribeiro. Em 2014, ganhou o 26º Troféu HQ Mix na categoria "Edição especial estrangeira" pelo livro Pobre Marinheiro, de Sammy Harkham.
Em 2015, o autor Felipe Nunes ganhou o 27º Troféu HQ Mix pelo livro Klaus, publicado pela Balão Editorial, na categoria Novo Talento Desenhista. No mesmo ano, o livro da editora Lobisomem sem barba ganhou o prêmio Jabuti, ficando em segundo lugar na categoria Ilustração. Em 2016, a HQ Guia Culinário do Falido, publicada pela editora no ano anterior, ganhou o HQMix na categoria "melhor publicação de humor".
A editora foi mais três vezes indicada ao Prêmio Jabuti: em 2016, na categoria "melhor ilustração", com o romance gráfico Carnaval de Meus Demônios (Guilherme Petreca), em 2017, na categoria "melhor história em quadrinhos", com Hitomi (Ricardo Hirsch e George Schall), e em 2018 com Semilunar, de Camilo Solano, também na categoria "melhor história em quadrinhos". Em 2020, Clean Break, de Felipe Nunes, foi indicado na lista dos 10 finalistas do Prêmio Jabuti 2020 também na categoria "melhor história em quadrinhos". O mesmo aconteceu em 2021 com a obra Aquarela, de André Bernardino e Vitor Flynn. 
Em 2020 a editora completou 10 anos, e em 2021 trocou a identidade visual e criou uma nova linha de livros infantis.  